# 鱗首阿氏杜父魚
鱗首阿氏杜父魚為輻鰭魚綱鮋形目杜父魚亞目杜父魚科的其中一種，為亞熱帶海水魚，分布於東太平洋阿拉斯加科迪亞克島至美國加州南部海域，棲息深度1-21公尺，體長可達10公分，棲息在潮間帶岩石海域，生活習性不明，可作為觀賞魚。

## 擴展閱讀
維基物種上的相關：鱗首阿氏杜父魚